# Болькув
Болькув (пол. Bolków, нім. Bolkenhain) — місто в південно-західній Польщі, на річці Ниса-Шальона.
Належить до Яворського повіту Нижньосілезького воєводства.

## Назва
Назва місцевості походить від імені Болько, яке є старопольським деривативом від слов'янського чоловічого імені Болеслав. Найбільш імовірно, що місто завдячує свою назвою володарю Яворського князівства Болеславу І Суворому, який розбудував існуючий тут замок.
Назва місцевості записувалась у документах по-різному: в 1195 році – "Hain", в 1276 році – "Bolesłaus in Hayn", в 1277 році – "Hayn", в 1295 році – "Bolkenhain".
Німецький  географ і мовознавець Генріх Адами у своїй праці щодо походження місцевих назв в Сілезії, опублікованій у 1888 році у Вроцлаві наводить назву міста "Polkenhayn", відображену у документі 1292 року,  тлумачачи її значення як „Burg des Bolko I” (нім.), тобто місто Болька І.
Сучасну назву місту було присвоєно урядовим розпорядженням у 1946 році.

## Історія

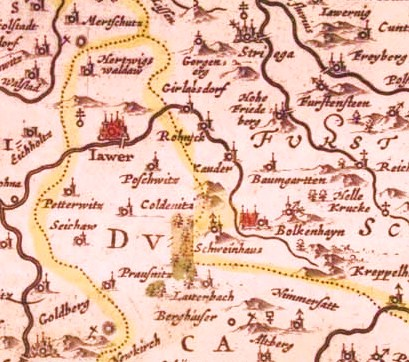
Болькув як місто і замок на мапі з 1645 р.

Вже в XI столітті на околицях теперішнього міста знаходилося поселення Сьвіни, яке було вперше згадане у джерелах в 1108 році. В XII столітті це поселення було польською каштелянією з укріпленим замком. У XIII столітті на відстані близько двох кілометрів від нього, на перехресті важливих торговельних шляхів з Вроцлава і Легниці до Чехії, було закладено нове поселення, у якому з плином часу було розміщено нову каштелянію. Місто виникло у 1265 році, а вже в 1276 році воно отримало міські права. У той час воно називалося "Hain" (укр. Гай). У XIII–XIV століттях місто належало до Яворського та Свідницько-Яворського князівств. У 1392 Яворське князівство було приєднано до Чеського королівства. В 1384 році місто змінило назву на "Bolkenhenhain" і стало леном, який передавався чеським лицарським родам. Швидкий розвиток міста наступив під пануванням князя Бернарда Свідницького, зокрема саме тоді тут було збудовано костел.
Розвиток міста призупинився внаслідок Гуситських війн. У 1463 році чеський король Їржі з Подєбрад передав замок лицарю Яну з Чорної. Через розбійні напади, які він скоював в околиці, міщани Вроцлава та Свідниці у 1468 році організували збройний похід на замок. Об'єднаним силам міщан вдалося здобути замок, після чого вони повішали Яна з Чорної. Місто разом із замком було передано під опіку угорського короля Матвія Корвіна, якого підтримували міщани. Після вступу на угорський трон Владислава II Ягеллончика у 1490 році, Болькув перейшов у владу цешинського князя Казимира II Цешинського. З 1526 року місто перебувало під пануванням Габсбургів.
У 1508 році Болькув отримав право вільного вибору ради міста, право організації судочинства на найнижчому рівні та привілей проведення трьох ярмарків на рік. XVI та XVII століття стали трагічними для міста. В той час місто зачепили епідемії, землетруси, повені та війни (Тридцятилітня війна, напад шведів у 1646 році). На межі XVII і XVIII століть відбувалась відбудова міста, яке стало осередком лляного ткацтва.  У 1703 році місто було продане цистеріанцям з Кшешова.
У 1742 році Болькув зайняло Королівство Пруссії. У 1810 році все майно монастиря перейшло у власність прусської держави (секуляризація). До чергового зубожіння міста призвело повстання ткачів у 1793 році та Наполеонівські війни. У 1812-1823 року було частково розібрано міські укріплення.
До XIX століття місто було торговельним осередком, натомість з середини XIX століття тут розпочався швидкий розвиток промисловості, особливо текстильної. В 1858 році тут було відкрито першу механічну ткальню.

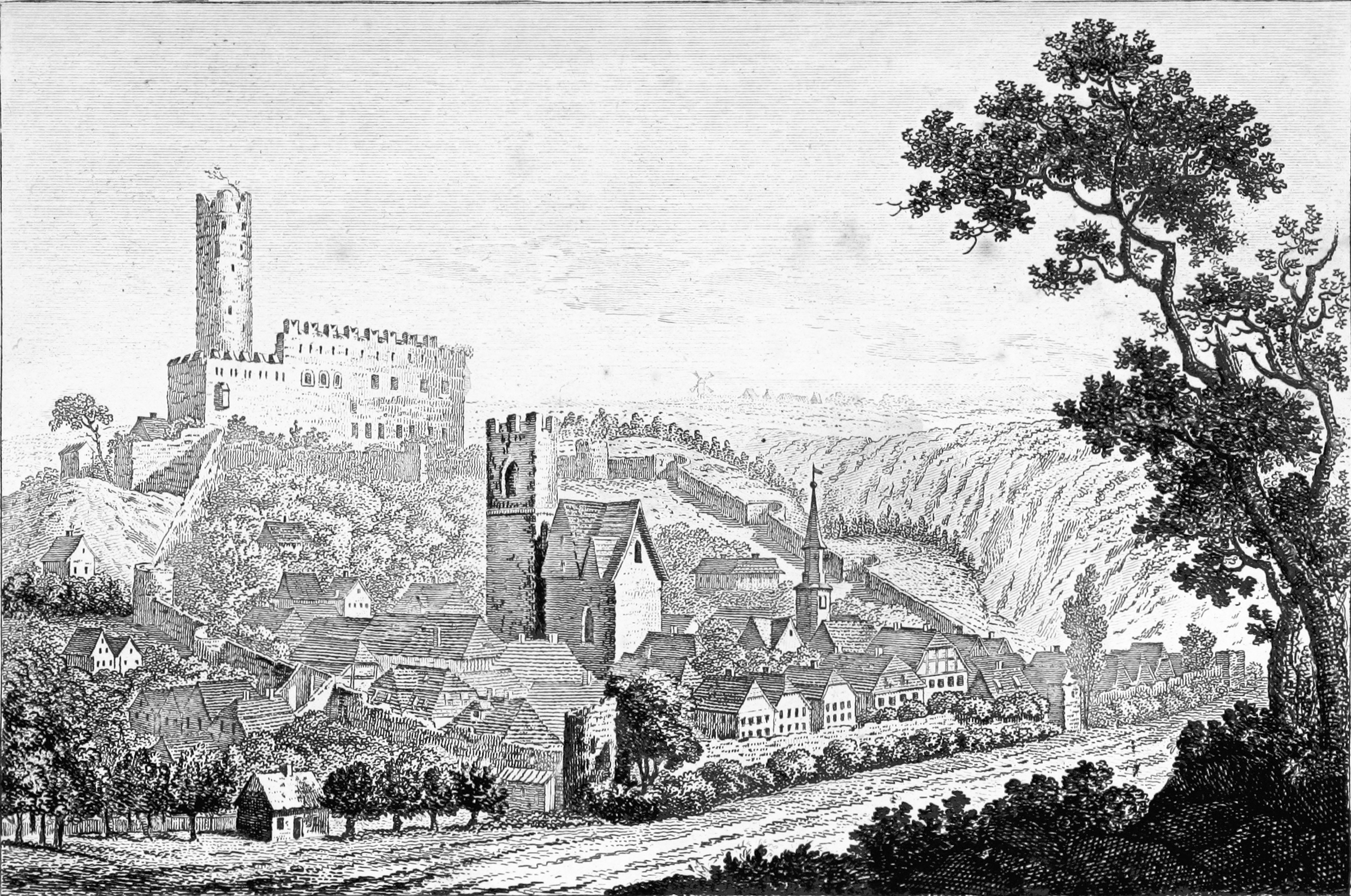
Болькув у 1815 р.

1 грудня 1890 року було запущено лінію залізниці, яка вела з Стшеґома, через Розтоку до Болькова (20 кілометрів лінії). У 1899 році її було продовжено до вузлової станції Марцишув, де вона з'єднувалась з лінією Сілезької Гірської Залізниці та бічними лініями до Любавки з 1869 року та Злоториї з 1896 року.
Під час Другої світової війни, від серпня 1944 року до лютого 1945 року, поруч із містом знаходилась філія німецького концентраційного табору Ґросс-Розен, яка була створена для обслуговування фабрики з виробництва деталей для літаків. У таборі було ув'язнено більше 800 польських та угорських євреїв, з них близько 200 померло чи було вбито. Після ліквідації цього концентраційного табору його в'язнів перевели до Бухенвальду.
Із наближенням Червоної Армії місцеве населення почало масово втікати з міста. Після того, як місто зайняли радянські війська, воно було передане польській владі, спершу під назвою Больковець (пол. Bolkowiec). Після Потсдамської конференції місцеве німецьке населення міста було виселене до Німеччини.
У 1945-1947 роках в місті було відбудовано промисловість. В 1957 році розпочато роботи із осучаснення та розбудови міста.
У січні 1996 року припинено пасажирське сполучення на 35-кілометровій залізничній лінії Стшеґом – Болькув – Марцишув, внаслідок чого місто втратило залізничне сполучення з рештою Польщі.

## Туристичні пам'ятки
У місті є значна кількість історичних пам'яток, зокрема: унікальна похила прямокутна площа Ринок, оточена кам'яницями з підтінням XVII і XVIII ст., руїни оборонного замку XIII ст.,частина міських мурів, зведених у XIV столітті (дві вежі на західній стороні та шість – на північній), готичний костел святої Ядвіги 1250 року, ратуша XIV століття (відбудована у 1670 р. після пожежі та перебудована у 1827 р.), палац 1797 р., тощо.

## Міста-побратими[9]
- Боркен в Німеччині (від 27 вересня 1997 року)
- Г'єрде в Нідерландах (від 12 червня 1992 року)
- Драґсхольм в Данії (від 1995 року)
- Докси в Чехії (від 19 серпня 2006 року)
- Бад-Мускау в Німеччині (від 20 жовтня 2006 року)

## Демографія
Демографічна структура станом на 31 березня 2011 року:
|          | Загалом | Допрацездатний вік | Працездатний вік | Постпрацездатний вік |
| -------- | ------- | ------------------ | ---------------- | -------------------- |
| Чоловіки | 2664    | 468                | 1892             | 304                  |
| Жінки    | 2841    | 419                | 1635             | 787                  |
| Разом    | 5505    | 887                | 3527             | 1091                 |

## Фотогалерея

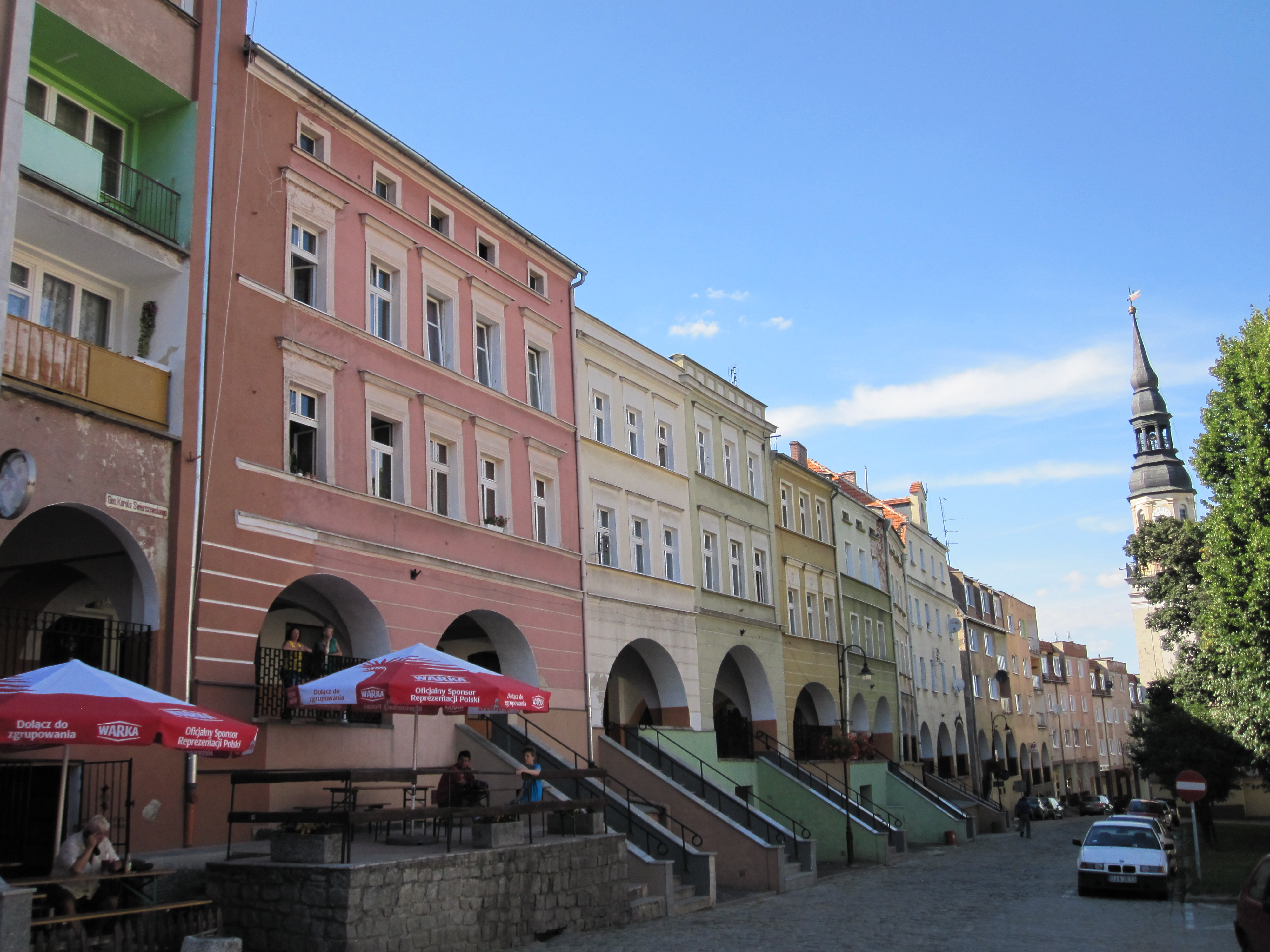
Кам'яниці на Ринку в Болькові
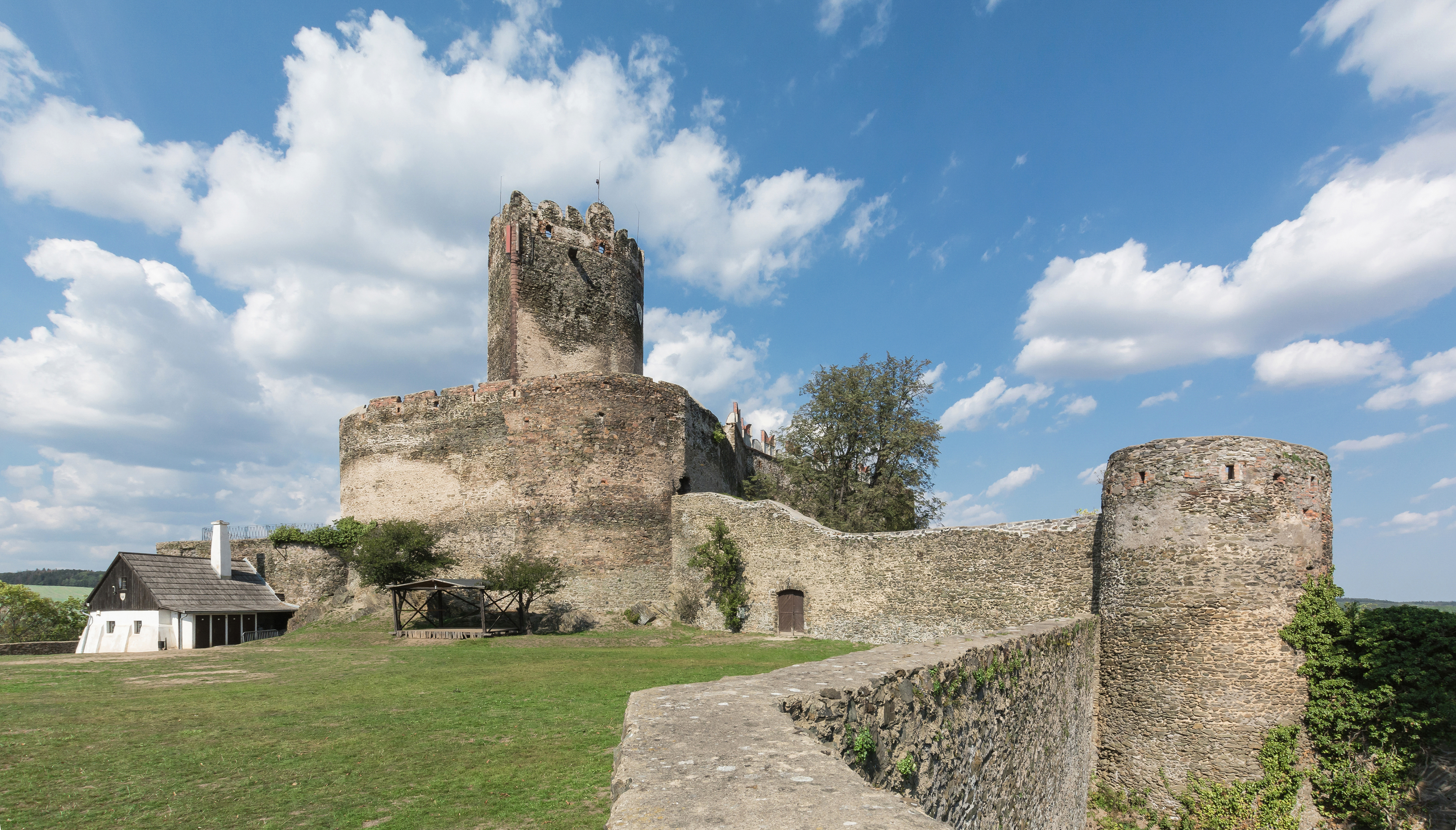
Замок у Болькові
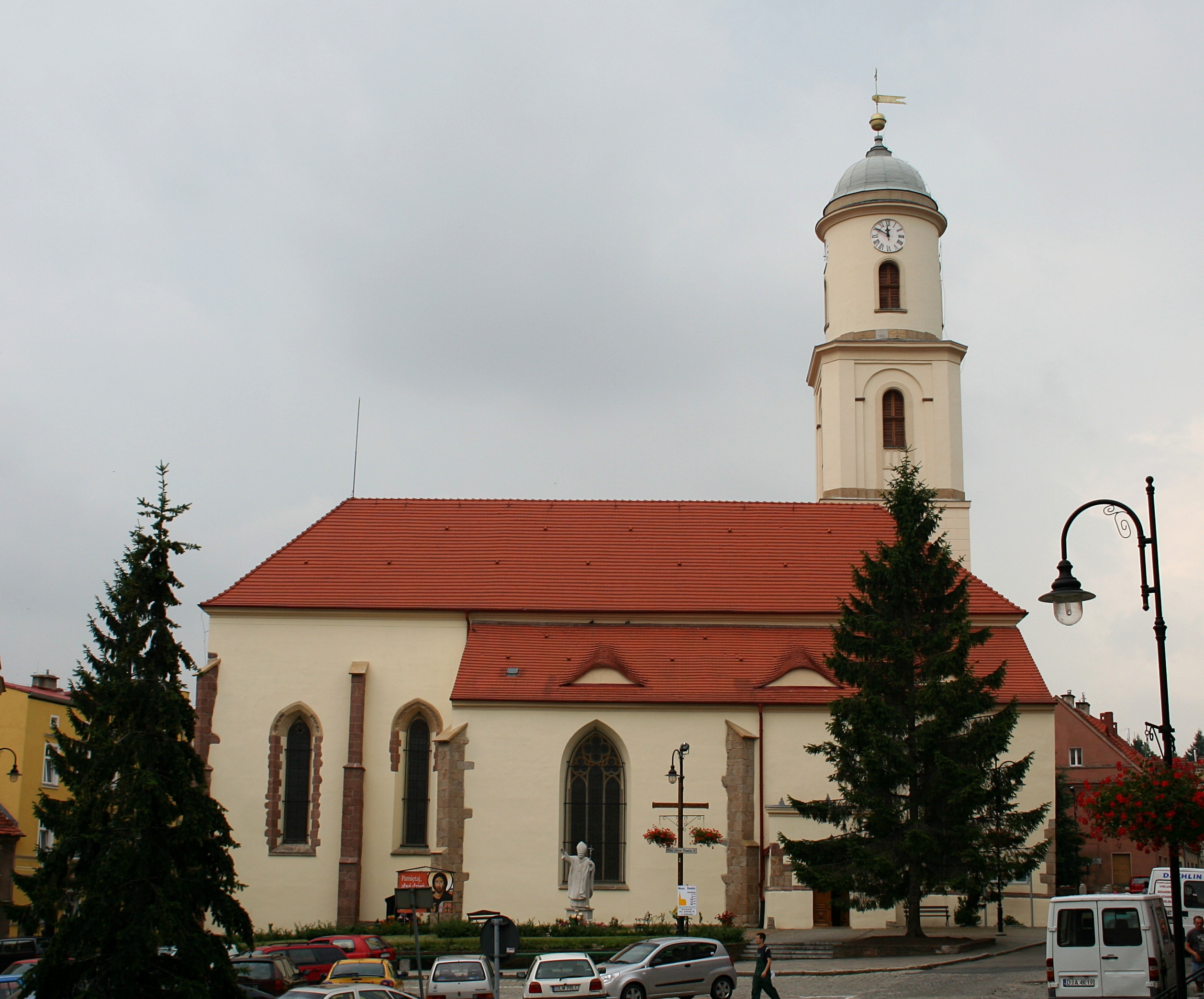
Костел святої Ядвіги у Болькові
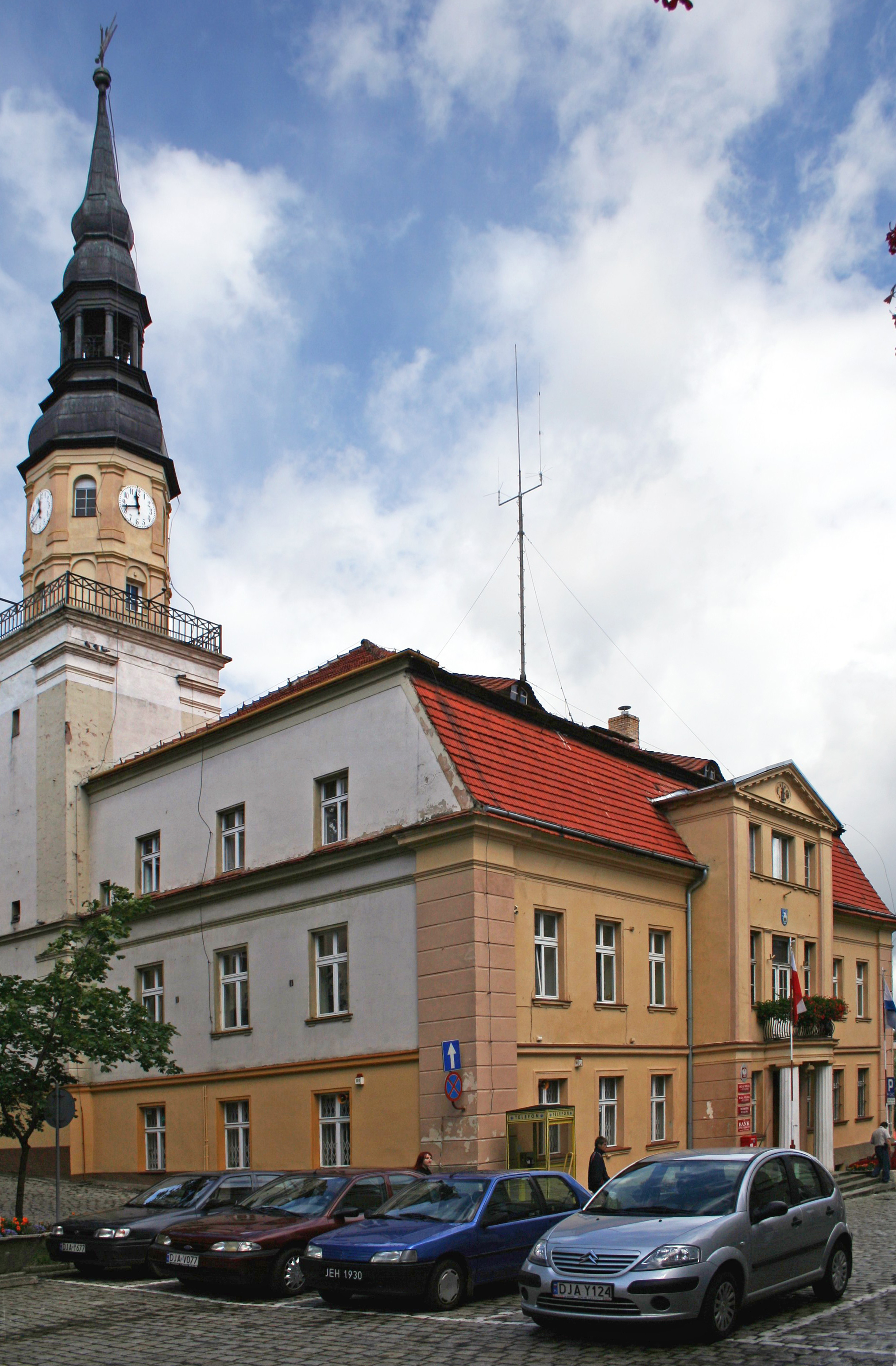
Ратуша в Болькові
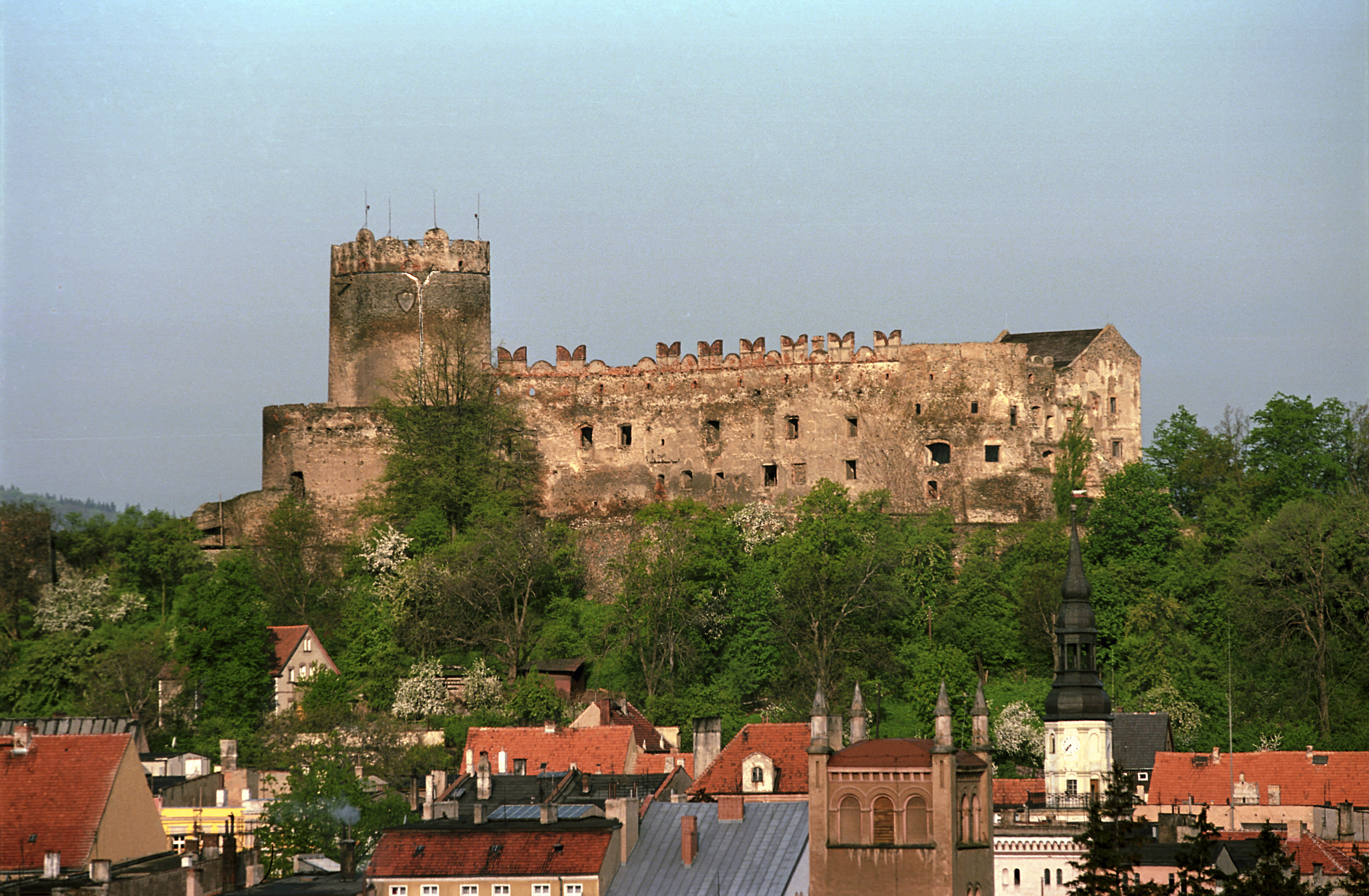
Замок на тлі міста
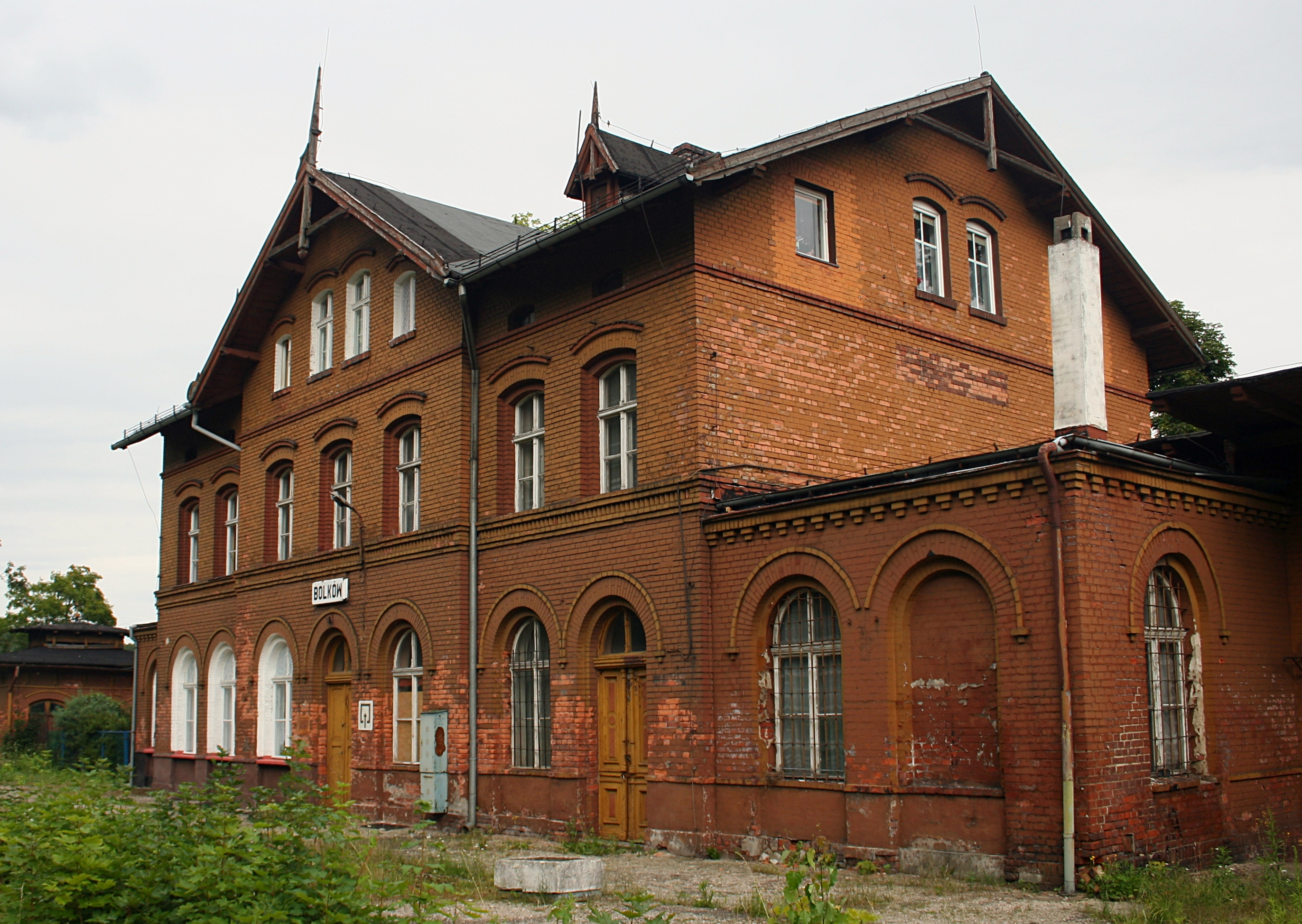
Вокзал у Болькові
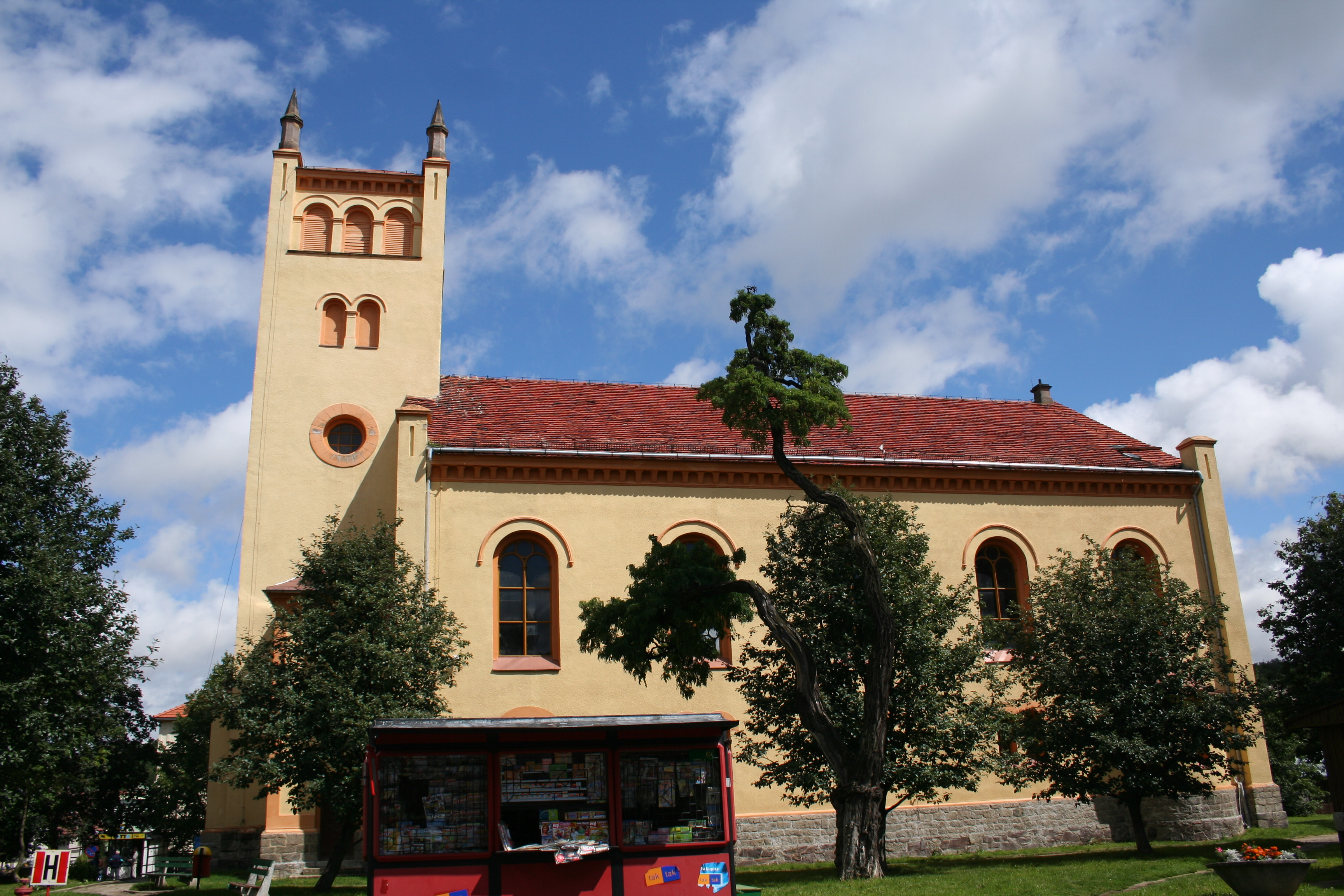
Євангелістська церква у Болькові